# Teernijärvi
Teernijärvi är en sjö i Finland. Den ligger i kommunen Nokia stad i landskapet Birkaland, i den södra delen av landet, 160 km nordväst om huvudstaden Helsingfors. Teernijärvi ligger 87,1 meter över havet. Arean är 71,4 hektar och strandlinjen är 5,76 kilometer lång. Sjön  ingår i Kumo älvs huvudavrinningsområde.   I omgivningarna runt Teernijärvi växer i huvudsak blandskog. Den sträcker sig 0,7 kilometer i nord-sydlig riktning, och 2,1 kilometer i öst-västlig riktning.